# Bronchospasme

Een bronchospasme is een verkramping van de spieren rond de luchtpijp. In zo'n situatie wordt de luchtpijp dus dichtgeknepen. Een bekend voorbeeld van een ziekte met ernstige bronchospasmen is astma.
Sommige geneesmiddelen hebben bronchospasmen als bijwerking.